# Egidius Sadeler
Egidius Sadeler (n. ca. 1570, Antwerpen - d. 1629, Praga) a fost un pictor, gravor și cartograf flamand la curtea împăratului Rudolf al II-lea.

## Galerie de imagini

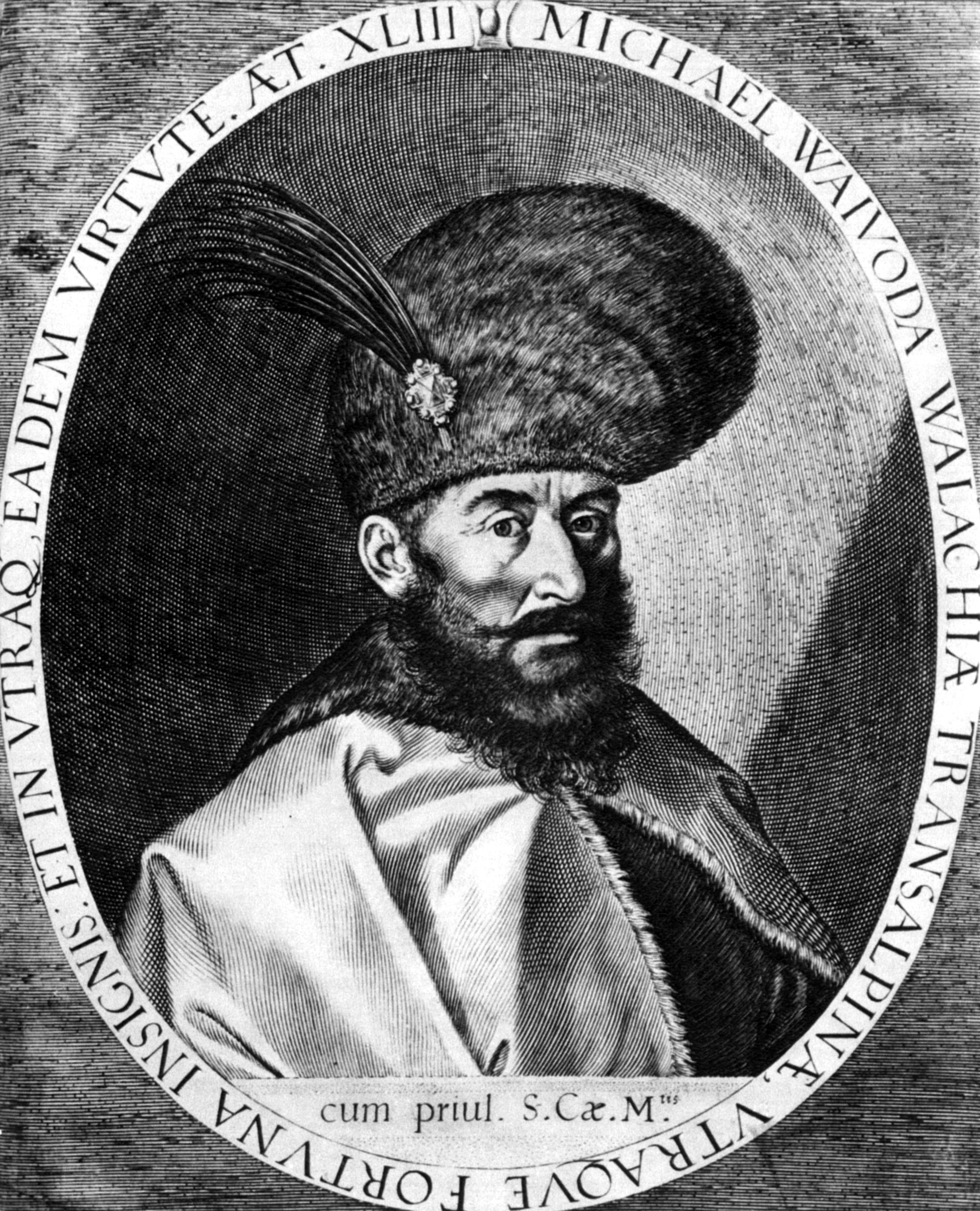
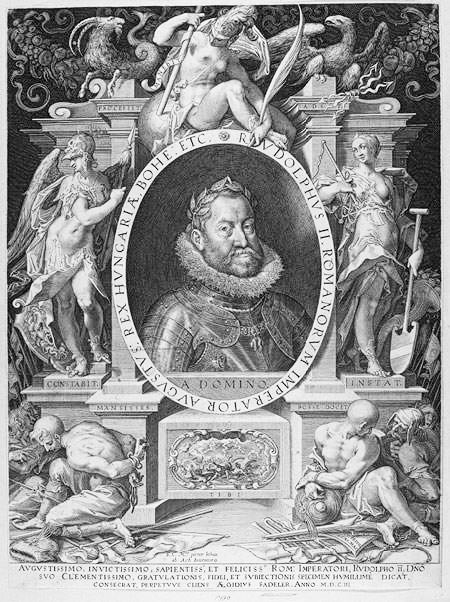
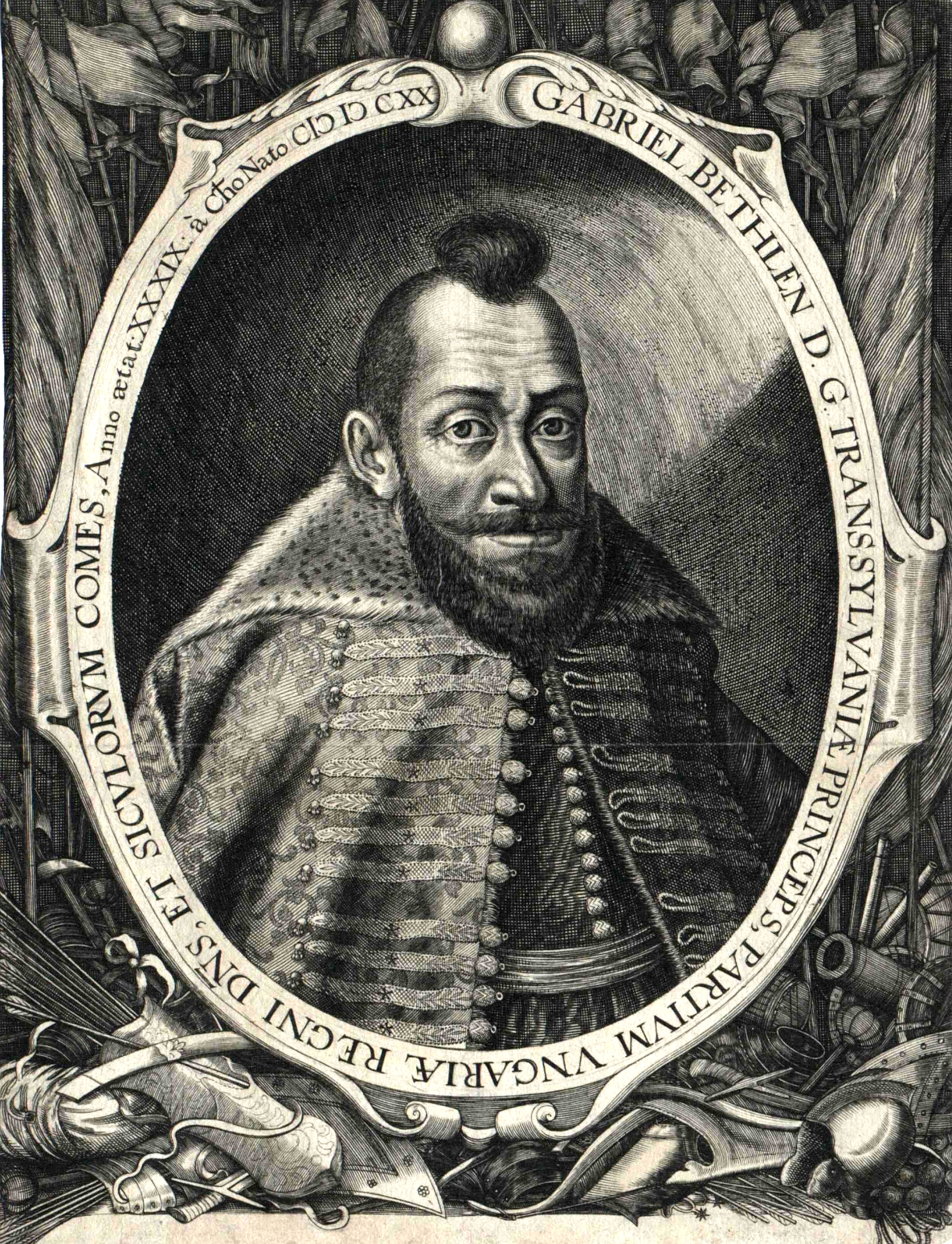
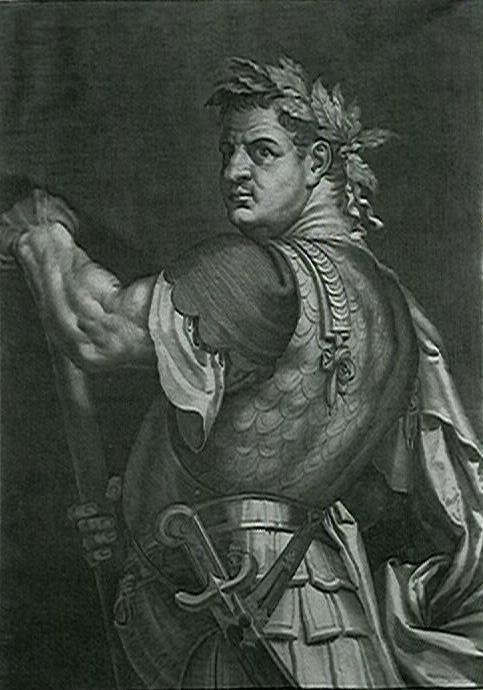

1. 1 2 3  RKDartists, accesat în 12 septembrie 2017
2. 1 2  Czech National Authority Database, accesat în 23 noiembrie 2019
3. ↑  Aegidius Sadeler II, Saint Louis Art Museum, accesat în 9 octombrie 2017
4. ↑  Giles Sadeler (în engleză), Open Library
5. ↑  Egidius Sadeler, II, Encyclopædia Britannica Online, accesat în 9 octombrie 2017
6. ↑  Ægidius Sadeler (în engleză), Open Library
7. ↑  Gilles Sadeler (în engleză), Trove
8. ↑  The Fine Art Archive, accesat în 1 aprilie 2021
9. 1 2 3 4 5 6 7  RKDartists, accesat în 2 martie 2018